# Wadotes
Genre
Wadotes est un genre d'araignées aranéomorphes de la famille des Agelenidae.

## Distribution
Les espèces de ce genre se rencontrent aux États-Unis et au Canada.

## Liste des espèces
Selon World Spider Catalog (version 17.0, 06/06/2016) :
- Wadotes bimucronatus (Simon, 1898)
- Wadotes calcaratus (Keyserling, 1887)
- Wadotes carinidactylus Bennett, 1987
- Wadotes deceptis Bennett, 1987
- Wadotes dixiensis Chamberlin, 1925
- Wadotes georgiensis Howell, 1974
- Wadotes hybridus (Emerton, 1890)
- Wadotes mumai Bennett, 1987
- Wadotes saturnus Bennett, 1987
- Wadotes tennesseensis Gertsch, 1936
- Wadotes willsi Bennett, 1987

## Publication originale
- Chamberlin, 1925 : Notes on North American spiders heretofore referred to Coelotes. Proceedings of the. Biological Society of Washington, vol. 38, p. 119-124.